# جيسيكا نيلسون (مخرجة)
جيسيكا نيلسون (بالسويدية: Jessica Nilsson)‏ هي مخرجة سويدية، ولدت في 11 يناير 1965 في يستاد في السويد.

## وصلات خارجية
- جيسيكا نيلسون على موقع IMDb (الإنجليزية)
- جيسيكا نيلسون على موقع ألو سيني (الفرنسية)
- جيسيكا نيلسون على موقع قاعدة بيانات الأفلام السويدية (السويدية)
- جيسيكا نيلسون على موقع قاعدة بيانات الفيلم (الإنجليزية)
- جيسيكا نيلسون على موقع كينوبويسك (الروسية)